# Safia separabilis
Safia separabilis är en fjärilsart som beskrevs av Walker 1858. Safia separabilis ingår i släktet Safia och familjen nattflyn. Inga underarter finns listade.